# Сарап, Артур Юкувич
Артур Юкувич Сарап — советский хозяйственный, государственный и политический деятель, Герой Социалистического Труда.

## Биография
Родился в 1919 году в Тюкалинском уезде. Член КПСС с 1950 года.
С 1939 года — на хозяйственной, общественной и политической работе. В 1939—1979 гг. — учётчик в машинно-тракторной станции, рабочий в городе Канск, контролёр Таллинского таможенного управления Наркомата внешней торговли СССР, председатель профсоюзного комитета на целлюлозно-бумажном комбинате в городе Кехра, мастер на заводе, директор промышленного комбината в Косеском районе, председатель колхоза «Ания Эдази» Косеского района Эстонской ССР, директор межколхозного завода «Сыпрус» в Харьюском районе Эстонской ССР.
Указом Президиума Верховного Совета СССР от 1 марта 1958 года присвоено звание Героя Социалистического Труда с вручением ордена Ленина и золотой медали «Серп и Молот».
Избирался депутатом Верховного Совета СССР 5-го созыва. Делегат XXI съезда КПСС.
Умер в Таллине в 1993 году.